# ダントルカストー (防護巡洋艦)
| 写真はダントルカストーの模型。 | |
| 艦歴                           | |
| 発注                           | ラ・セーヌ造船所 |
| 起工                           | 1894年9月 |
| 進水                           | 1896年6月 |
| 就役                           | 1899年 |
| 退役                           | |
| その後                         | 1942年に解体処分。 |
| 除籍                           | 1927年 |
| 前級                           | カティナ級 |
| 次級                           | ギシャン |
| 性能諸元                       | |
| 排水量                         | 常備：13,105トン |
| 全長                           | 117.0m -m(水線長) |
| 全幅                           | 17.8m |
| 吃水                           | 7.5m |
| 機関                           | 形式不明石炭・重油混焼円缶5基+直立型三段膨張式四気筒レシプロ機関2基2軸 |
| 最大出力                       | 14,500hp |
| 最大速力                       | 19.2ノット |
| 航続距離                       | -ノット/-海里（石炭：980トン） |
| 乗員                           | 559名 |
| 兵装                           | Model 1893 24cm（40口径）単装砲2基 Model 1893 14cm（30口径）単装速射砲12基 7.5cm単装速射砲12基 オチキス 3.7cm（43口径）単装機砲6基 Model 1904 45cm水中魚雷発射管単装2基 （バウティク時代： シュナイダー 7.5cm（-口径）単装速射砲2基 オチキス 4.7cm（43口径）単装機砲4基 |
| 装甲                           | ニッケル鋼 甲板：56mm（水平面）、102mm（傾斜部） 主砲塔：254mm（最厚部） 副砲ケースメイト：56mm（最厚部） 司令塔：254mm（最厚部） |

ダントルカストー (D'Entrecasteaux) はフランス海軍の防護巡洋艦である。
同型艦はない。

## 艦形

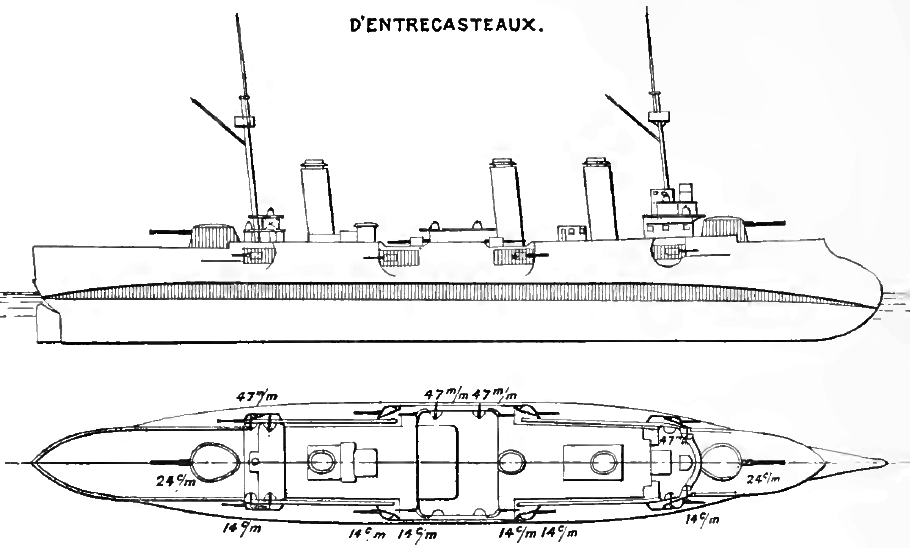
1902年の本艦の武装・装甲配置を示した図。

船体形状は当時、フランス海軍が主力艦から軽艦艇に至るまで主に導入していたタンブル・ホーム型船体である。これは、水線部から上の構造を複雑な曲線を用いて引き絞り、船体重量を軽減できる船体方式で、他国では帝政ロシア海軍やドイツ海軍、アメリカ海軍の前弩級戦艦や巡洋艦にも採用された。
外見上の特徴として水線下部の艦首・艦尾は著しく突出し、かつ舷側甲板よりも水線部装甲の部分が突出すると言った特徴的な形状をしている。このため、水線下から甲板に上るに従って船体は引き絞られ甲板面積は小さくなっている。これは、備砲の射界を船体で狭められずに広い射界を得られることや、当時の装甲配置方式では船体の前後に満遍なく装甲を貼る「全体防御方式」のために船体が短くなればその分だけ装甲を貼る面積が減り、船体の軽量化が出来るという目的に採られた手法である。
本艦の船体形状は前級と同じく乾舷の高い艦首から低い艦尾までなだらかに傾斜する平甲板型船体である。水面部が突出した艦首から艦首甲板に24cm単装主砲塔が1基、下部に司令塔を組み込んだ艦橋から単脚式のマストが立つ。前部マストの後部には3本煙突が立つが、フランス海軍伝統の缶室分離配置のために2番煙突と3番煙突の間は若干離れて並び、3番煙突の手前に箱型の通風筒が1本立っている。煙突の周囲は艦載艇置き場となっており、2本1組のボート・ダビットが片舷4組の計8組により運用された。後部甲板には簡素な後部マストが1基と24cm主砲塔が後ろ向きに1基である。船体の舷側部には副砲が防盾の付いた単装砲架で片舷4基ずつ計8基配置した。

## 艦歴

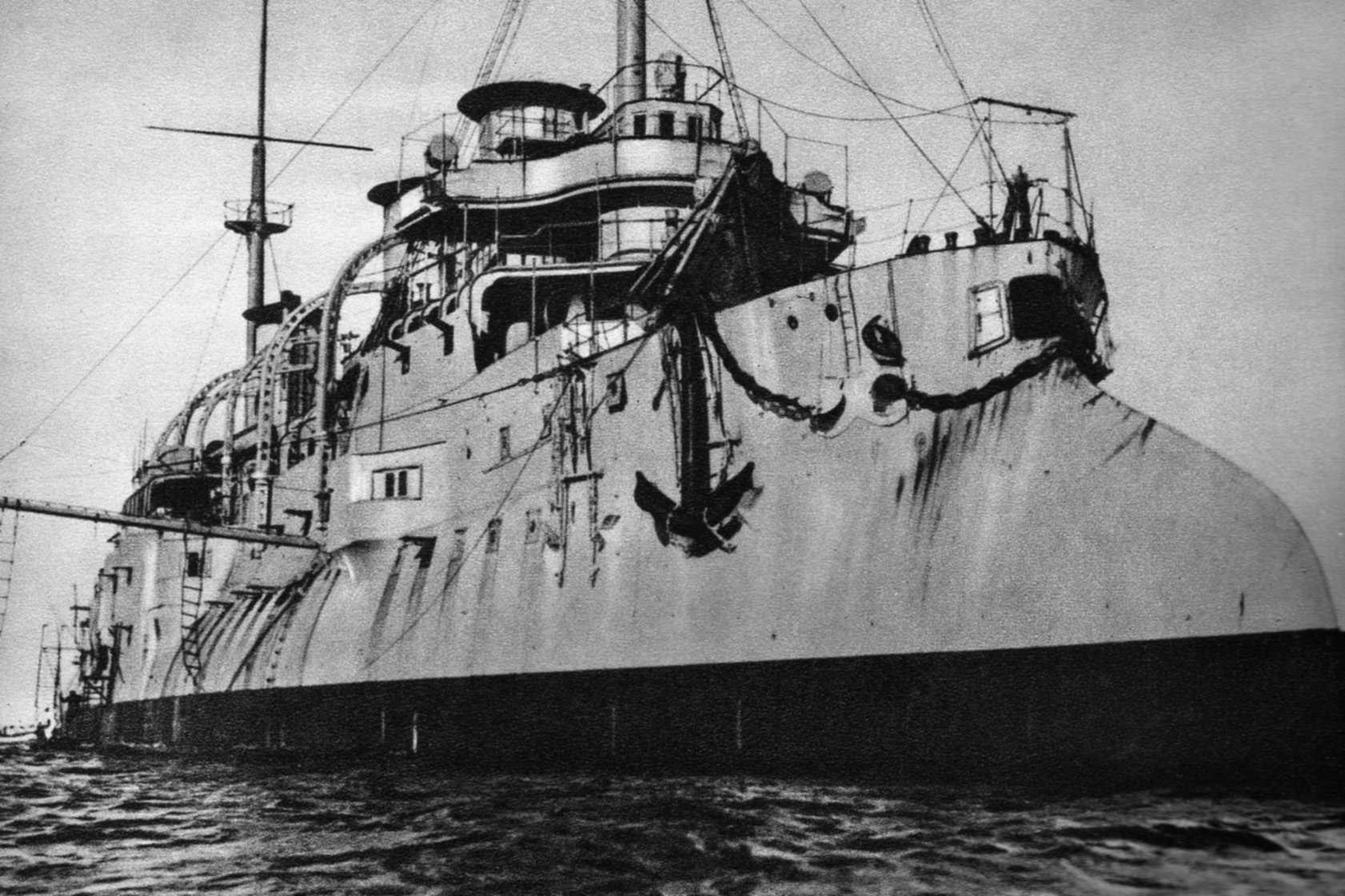
ポーランド海軍「バウティク」時代の本艦

ラ・セーヌ造船所で1894年9月に起工、1896年6月に進水、1899年に就役。
1927年に除籍されポーランド海軍に売却、「クルル・ヴワディスワフ4世（ORP Król Władysław IV）」と改名。「バウティク（ORP Bałtyk）」と再度改名後に1930年4月1日付けで正式に海軍へ配備。
1939年9月1日にドイツ空軍機から爆撃を受ける。修理後にドイツ国防軍に接収されて倉庫艦として使用され、1942年に解体処分された。

## 参考図書
- 「Conway All The World's Fighting ships 1860-1905」（Conway）
- 「Conway All The World's Fighting ships 1906-1922」（Conway）
- 「世界の艦船増刊第50集 フランス巡洋艦史」(海人社)